# No Boundaries (bài hát)
"No Boundaries" là đĩa đơn của người chiến thắng trong chương hình tuyền hình thực tế American Idol mùa 8. Nó là đĩa đơn đầu tay của quán quân Kris Allen và người về nhì Adam Lambert.

## Các bài hát
No Boundaries - Single (phiên bản của Kris Allen)
1. "No Boundaries": 3:30

No Boundaries - Single (phiên bản của Adam Lambert)
1. "No Boundaries": 3:48

## Xếp hạng
Kris Allen
| Bảng xếp hạng (2009)                  | Vị trí cao nhất |
| ------------------------------------- | --------------- |
| Anh UK Singles Chart                  | 92              |
| Canada (Canadian Hot 100)             | 13              |
| Hoa Kỳ Billboard Hot 100              | 11              |
| Hoa Kỳ Adult Contemporary (Billboard) | 23              |
| Hoa Kỳ Billboard Pop 100              | 26              |

Adam Lambert
| Bảng xếp hạng (2009)            | Vị trí cao nhất |
| ------------------------------- | --------------- |
| Canada (Canadian Hot 100)       | 52              |
| New Zealand (Recorded Music NZ) | 38              |
| Hoa Kỳ Billboard Hot 100        | 72              |

## Phát hành
Cả hai phiên bản
| Vùng          | Ngày                |
| ------------- | ------------------- |
| Áo            | 20 tháng 5 năm 2009 |
| Canada        | 20 tháng 5 năm 2009 |
| Hoa Kỳ        | 20 tháng 5 năm 2009 |
| Australia     | 22 tháng 5 năm 2009 |
| Phần Lan      | 22 tháng 5 năm 2009 |
| Liên hiệp Anh | 22 tháng 5 năm 2009 |
| Philippines   | 26 tháng 5 năm 2009 |
| Thụy Điển     | 26 tháng 5 năm 2009 |